# Кристи, Джон Уолтер
Джон Уо́лтер Кри́сти (англ. John Walter Christie, род. 6 мая 1865, Риверэдж, Нью-Джерси — 11 января 1944, Фолс-Черч, Виргиния) — американский конструктор, инженер и изобретатель.

## Биография
Учился в вечерней школе в Купер Юнион, работая на металлургических заводах («Деламатер Айрон Воркс»), потом поступил в бесплатную школу для рабочих в Нью-Йорк Сити. Позже работал инженером-консультантом в одной из американских пароходных компаний. Здесь к нему и пришёл один из первых успехов в карьере−патент на карусельный станок для обработки деталей башен морских орудий.
В 1904 году Кристи построил несколько переднеприводных гоночных автомобилей, а в 1912 году на призовые деньги основал компанию по производству таких машин и ещё−колесных тракторов, однако успеха на рынке не имел.

## Разработки
В 1915 году Кристи сконструировал 76,2-мм зенитное орудие на самоходном шасси, после чего Департамент вооружений заказал ему 203 мм гаубицу, причём, по замыслу Кристи, она могла ездить как на колесах, так и на гусеницах. Хотя оба проекта военные в итоге забраковали, они заплатили конструктору за одну зенитку и четыре мортиры. Параллельно Кристи разработал самоходные артиллерийские установки калибра 75,100 и 155 мм, но они все не были приняты армией по причине низкой технической надежности.
Заказ на свой первый танк Кристи получил 22 ноября 1919 года, а уже в январе 1921 года машина была готова к испытаниям. Главным достоинством танка было то, что он, как и 155-мм САУ М1920 Кристи, мог передвигаться и на колесах, и на гусеницах, причём переход с одного на другое осуществлялся всего за 15 минут. Расположение двигателя поперек корпуса с приводом на два фрикциона и на две коробки передач, что было по тому времени революционным решением, существенно облегчало управление танком. Размещение вооружения было двухъярусным: 57-мм пушка и спаренный 7,62-мм пулемёт в основной башне внизу, и 7,62-мм пулемет−в башне наверху, причём верхняя башня могла вращаться независимо от нижней. Но из-за того, что танк имел неподрессоренные колесные пары, его очень сильно трясло на ходу, а боевая часть, по мнению военных, вышла очень тесной.
В 20-х годах Кристи создал для корпуса морской пехоты США несколько колесно−гусеничных плавающих танков. На них он установил автомобильные колеса большого диаметра, чего в то время не делал никто, по паре гребных винтов и мощное 75-мм орудие. Скорость на плаву достигала 12 километров в час, однако, морская пехота танки на вооружение не взяла, хотя и провела испытание одного из них, включая высадку на побережье Пуэрто−Рико.

## Модель 1930 года
Главным отличием этого танка, как и раньше, стала ходовая часть: восемь обрезиненных катков большого диаметра, по четыре с каждой стороны, и подвеска из мощных пружин, надетых на металлические стержни − «свечи»(из-за чего такой тип подвески и назвали «свечным» или «подвеска Кристи») и соединяющихся с колесами через качающиеся рычаги. Из-за подвески «съедалось» место внутри машины − это было её недостатком, но зато плавность хода была отличной.

## Наследие
Предложил концепцию быстроходных танков. Разработал оригинальную систему подвески, известную под названием «подвеска Кристи», которая позже была использована в некоторых танках Второй мировой войны, в том числе советских танках серий БТ и Т-34, британских Covenanter, Crusader, среднем танке Comet.
Д. Кристи разработал и использовал в своих машинах элементы, которые являются актуальными на протяжении многих лет: плотная компоновка, использование колесно-гусеничного движителя и унифицированных узлов, двигателя в едином блоке с трансмиссией, использование в ходовой части резиновых шин катков гусеничного хода с индивидуальной подвеской, а также использование в бронезащите танка баллистически выгодных контуров и применение сварки.